# Cantonul Ingré
Cantonul Ingré este un canton din arondismentul Orléans, departamentul Loiret, regiunea Centru, Franța.

## Comune
- La Chapelle-Saint-Mesmin
- Ingré (reședință)
- Ormes
- Saran